# Страхувко
Страхувко (пол. Strachówko) — село в Польщі, у гміні Плонськ Плонського повіту Мазовецького воєводства.
Населення — 233 особи (2011).
У 1975-1998 роках село належало до Цехановського воєводства.

## Демографія
Демографічна структура станом на 31 березня 2011 року:
|          | Загалом | Допрацездатний вік | Працездатний вік | Постпрацездатний вік |
| -------- | ------- | ------------------ | ---------------- | -------------------- |
| Чоловіки | 115     | 24                 | 84               | 7                    |
| Жінки    | 118     | 27                 | 68               | 23                   |
| Разом    | 233     | 51                 | 152              | 30                   |